# Tatort: Ordnung ist das halbe Sterben
Ordnung ist das halbe Sterben ist eine Folge der ARD-Krimireihe Tatort aus dem Jahr 1985 und wurde vom Sender Freies Berlin produziert. In seinem sechsten und letzten Fall muss Kommissar Walther den Tod einer Frau mit Doppelleben aufklären.

## Handlung
Der Bankangestellte Ulrich Wilpert meldet seine Frau Irene bei der Polizei als vermisst. Die Polizeibeamten schicken ihn jedoch wieder nach Hause, da er erst seit fünf Stunden auf seine Frau wartet und sie seine Sorge übertrieben finden. Am nächsten Tag gibt ein Spaziergänger Wilpert Irenes Handtasche, die er im Grunewald beim Spaziergang gefunden hat. Da dies seine Sorge noch verstärkt, sucht er Kommissar Walther auf, dieser und sein Assistent Hassert veranlassen die Untersuchung des Fundortes der Handtasche. Zu ihrer Überraschung erfahren die Beamten, dass die Handtasche dort schon zwei Wochen gelegen haben muss, der Spaziergänger, der die Handtasche gefunden hatte, erklärt, dass er diese gereinigt hat, so dass alle potentiellen Spuren verwischt sein dürften. Walther und Hassert suchen Wilpert in seiner Bank auf, dieser hat keine Erklärung für die lange Zeit, die die Tasche im Grunewald gelegen hat. Auch Freunde, bei denen seine Frau sein könnte, gebe es nicht, er und Irene hätten sehr zurückgezogen gelebt.
Als er abends im Feierabendverkehr auf der Stadtautobahn im Stau steckt, erblickt Wilpert Irene in einem ihm unbekannten Wohnhaus an der Autobahn, sie steht dort halbnackt am Fenster. Er fährt zum Wohnhaus hin, kann dort aber seine Frau nicht ausfindig machen. Nun überzeugt davon, Irene habe ihn verlassen, entfernt er alle Fotos von ihr aus dem Familienalbum und verbrennt sie. Am nächsten Morgen ruft Wilpert Walther und Hassert in die Tiefgarage seines Hauses, dort liegt die Leiche der toten Irene. Während Walther sich in der Wohnung umsieht, erklärt der Gerichtsmediziner Hassert, dass der Frau am Vorabend die Kehle durchgeschnitten wurde und sie vollkommen ausgeblutet sei. Da in der Tiefgarage kaum Blut liege, müsse der Tatort woanders sein. Walther wundert sich unterdessen, dass Wilpert auch vier Tage nach seinem Verschwinden den Frühstückstisch noch immer für sich und seine verschwundene Frau deckt. Auch sonst hat er alles so gelassen, wie es vor Irenes Verschwinden war. Walther befragt Wilpert nach seinem Alibi für die Tatzeit, doch er hat keins. Wilpert streitet ab, mit dem Tod seiner Frau etwas zu tun zu haben, und sagt Walther, dass er Vertrauen in die Arbeit von Walther habe, dass er den Täter finden werde. Walther testet Wilpert, indem er ihn fragt, was am Vorabend im Fernsehen lief, da Wilpert angegeben hatte, zur Tatzeit ferngesehen zu haben, doch Wilpert kann keinerlei Angaben zum Fernsehprogramm des Vorabends machen und erklärt dies mit seiner Gedankenverlorenheit wegen des Verschwindens seiner Frau. Auch sonst verwickelt sich Wilpert in Widersprüche, Walther glaubt ihm kein Wort, lässt ihn aber gehen, weil er ihm keinen hinreichenden Tatverdacht nachweisen kann. Hassert hingegen hält Wilpert im Gegensatz zu seinem Chef für unschuldig.
Am nächsten Morgen lässt Walther mit einem Dutzend Beamten die Wohnung von Wilpert stürmen, um Beweismittel zu sichern, Wilpert ist empört. Walther stellt fest, dass die Fotos von dessen Frau aus dem Fotoalbum entfernt worden waren; Wilpert erklärt, dass er auf seine Weise mit dem Verlust seiner Frau umgehe. Walther, von der Schuld Wilperts überzeugt, lässt diesen wegen des Verdachts des Mordes an seiner Frau festnehmen. Walther und Hassert befragen das Umfeld von Wilpert, ohne jede Erkenntnisse. Der Haftrichter macht Walther klar, dass das Vernichten der Fotos seiner Frau als Haftgrund nicht ausreiche und verfügt die Freilassung von Wilpert. Walther und Hassert folgen Wilpert daraufhin auf Schritt und Tritt, dieser fährt gut gelaunt in seine Bank und lässt sich für eine Weile beurlauben. Sodann fährt Wilpert zu dem Wohnhaus neben der Stadtautobahn, in dem er seine Frau am Fenster gesehen hatte. Da er dort von der Hauswartsfrau angesprochen wird, verlässt er das Haus fluchtartig. Walther und Hassert gehen daraufhin dort hinein und befragen die Hauswartsfrau. Dabei erfahren die Beamten, dass Wilpert sich vor der Tür einer Fräulein Gronau aufhielt, die dort wohnt. Als Walther und Hassert ihr Fotos von Irene Wilpert zeigen, erkennt die Hauswartsfrau in ihr Fräulein Gronau. Die Beamten besorgen sich von der Hausverwaltung den Schlüssel und nehmen die Wohnung in Augenschein. In der Küche entdeckt Hassert eine riesige Blutlache und weitere Spuren, aus denen eindeutig ersichtlich ist, dass Irene Wilpert dort ermordet wurde. Walther mutmaßt, dass Wilpert die Spuren seines Mordes beseitigen wollte. Die Nachbarin sagt aus, dass „Fräulein Gronau“ alias Irene Wilpert zweimal pro Woche Besuch von einem Mann hatte. Die Spurensicherung findet heraus, dass Fingerabdrücke, aber keine Kampfspuren gab, Irene Wilpert muss ihren Mörder gekannt haben. Walther schließt daraus, dass es Wilpert gewesen sein muss, während Hassert den unbekannten Liebhaber als Mörder vermutet.
Mitten in der darauffolgenden Nacht erhält Walther einen Anruf, dass jemand in die Wohnung von „Fräulein Gronau“ eingedrungen ist, er und der ebenfalls herbeigerufene Hassert gehen in die Wohnung und treffen dort auf den betrunkenen Wilpert. Dieser äußert sich sarkastisch über das Doppelleben seiner Frau und fragt Walther, ob dieser den kaltblütigen Mörder seiner Frau schon hätte, was dieser bejaht, erneut nimmt Walther ihn fest. Walther jedoch hat Zweifel und fragt seinen Assistenten Hassert, der von Anfang an Zweifel an der Schuld Wilperts hegte. Hassert meint, ihn habe der die abwehrende Haltung Wilperts bezüglich seiner Gefühle und die Tatsache, dass dieser sich nicht wehre, Zweifel verursacht. Hassert gibt zu bedenken, dass in der Wohnung „Fräulein Gronaus“ nur die Fingerabdrücke des unbekannten Geliebten, nicht aber die von Wilpert, gefunden wurden. Zudem gibt Hassert zu denken, dass Wilpert seelenruhig in der Wohnung Wein getrunken hatte, als er und Walther ihn so aufgefunden haben. Am nächsten Tag geht Hassert noch einmal in die Wohnung, während Walther Wilpert verhört. Wilpert erzählt Walther davon, dass er seine Frau von der Stadtautobahn aus in einer Wohnung gesehen hat und behauptet, sie in ihrer Wohnung angetroffen und zur Rede gestellt zu haben. Es sei zum Streit gekommen und er hätte sie im Affekt getötet. Anschließend habe er ihre Leiche bei sich in der Tiefgarage abgelegt, um ihr Doppelleben zu verdecken.
Walther hat indessen Zweifel an Wilperts Geständnis, denn dieser gab in seinem Geständnis meist Details an, die er zuvor von Walther erfahren hatte. Auf Nachfragen Walthers verwickelt sich Wilpert in weitere Widersprüche, u. a. behauptet er, seine Frau mit einem Küchenmesser getötet zu haben, Walther konfrontiert ihn damit, dass die Tatwaffe ein Rasiermesser gewesen sei. Unterdessen wird Walther darüber informiert, dass sich Irene Wilperts Geliebter gemeldet hat, dieser wartet in Walthers Büro und präsentiert ein stichfestes Alibi. Walther informiert Hassert, dass dieser sich geirrt habe. Als Hassert die Wohnung von Irene Wilpert verlässt, fragt die Hauswartsfrau, die er und Walther am Vortag befragt haben, was denn nun mit Wilpert sei. Hassert wird hellhörig, da sie den Namen Wilpert ja gar nicht kenne dürfte und konfrontiert sie damit. Auf dem Revier legt sie ein Geständnis ab, sie habe Irene Wilpert nicht töten, sondern lediglich Geld haben wollen. Sie hatte herausgefunden, dass „Fräulein Gronau“ ein Doppelleben führte und die Wohnung nur hatte, um ihren Geliebten zu treffen. Sie war ihr zur ehelichen Wohnung gefolgt und hatte Irene Wilpert daraufhin ein Jahr lang erpresst, bis sich Irene Wilpert entschieden hatte, ihren Mann zu verlassen und ganz mit ihrem Geliebten zusammenzuziehen. Dies war der Zeitpunkt, ab dem Wilpert seine Frau vermisst hatte. In der Folge hatte Irene Wilpert von der Hauswartsfrau das erpresste Geld zurückhaben wollen und dieser mit der Polizei gedroht. Daraufhin brach der Streit aus, der für Irene Wilpert tödlich endete.
Walther informiert Wilpert über diese für ihn schmerzhafte Wahrheit und lässt diesen frei. Die Leiche hatte die Nachbarin in der Tiefgarage der ehelichen Wohnung abgelegt, um den Verdacht auf Wilpert zu lenken. Wilpert verlässt deprimiert die Haftanstalt. Am frühen nächsten Morgen in aller Frühe werden Walther und Hassert von Wilpert angerufen, sie eilen zu ihm, weil dieser am Telefon merkwürdig geklungen hat. In der Tiefgarage treffen Walther und Hassert auf Wilpert, der mit einer Waffe auf Walther zielt und somit einen „Suicide by cop“ begeht, als er daraufhin von Hassert erschossen wird. Die Waffe Wilperts entpuppt sich im Nachhinein als Spielzeugpistole.

## Hintergrund
Die Erstausstrahlung am 6. Januar 1985 konnte 14,22 Mio. Zuschauer erreichen, was einem Marktanteil von 38 % entsprach. Der Film wurde im Juni und Juli 1983 in West-Berlin gedreht. Das Szenenbild verantwortete Götz Heymann.
Die Kritiker der Fernsehzeitschrift TV Spielfilm beurteilen diesen Tatort mittelmäßig, mit dem Daumen zur Seite.